# 西郷隆盛像
西郷隆盛像（さいごうたかもりぞう）は、日本の武士・軍人・政治家である西郷隆盛（1828年〈文政11年〉 - 1877年〈明治10年〉）の顕彰を目的として建立された銅像。
本項では、特に著名な3体の西郷像について解説する。

## 東京(上野公園)の西郷銅像

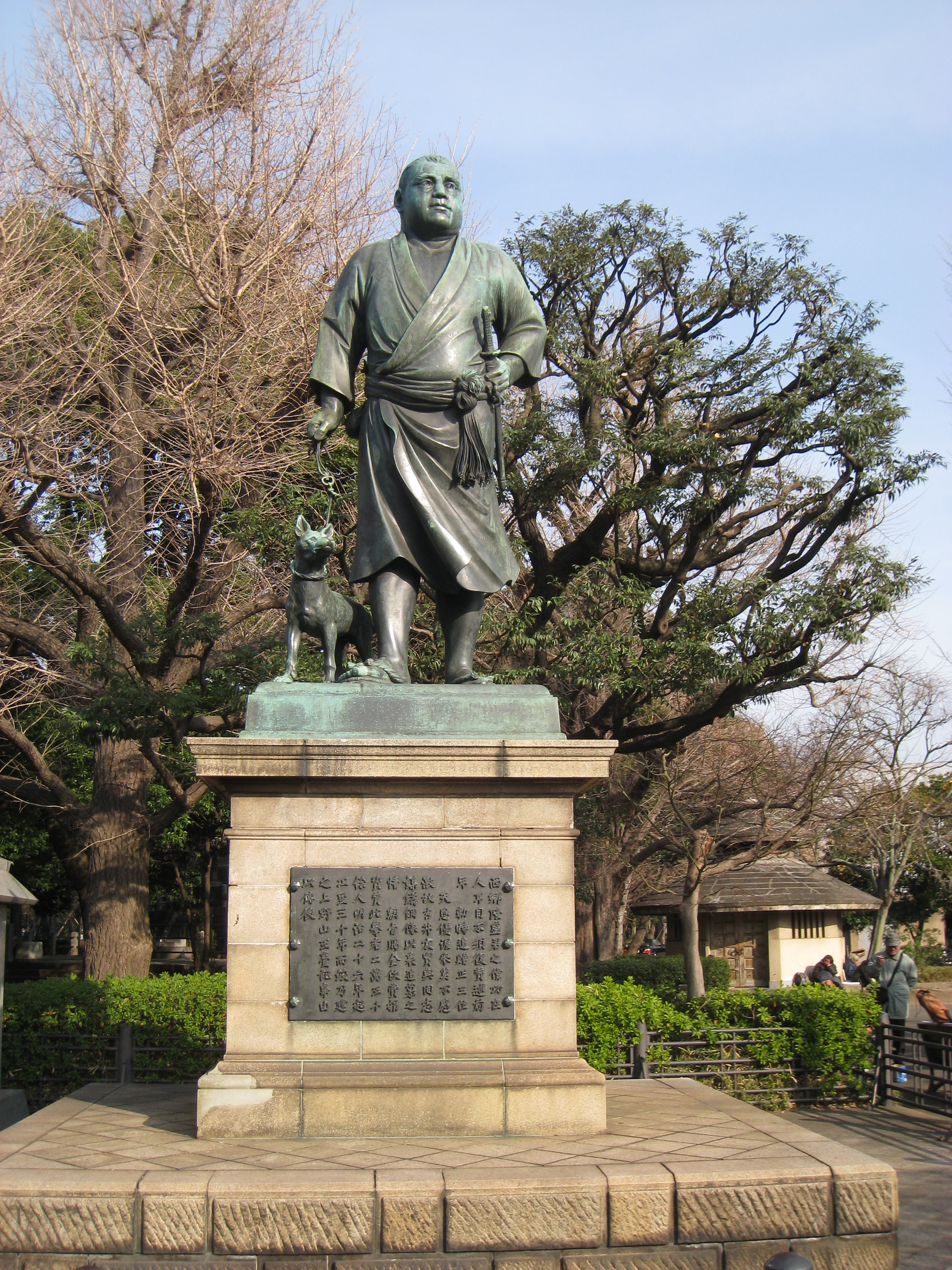
高村光雲作（犬は後藤貞行作）西郷隆盛像（上野恩賜公園・）

東京都台東区の上野恩賜公園（上野公園）に建っている西郷像は高村光雲の作（傍らの犬「ツン」は後藤貞行作）、鋳造は岡崎雪聲、台座は塚本靖が設計した。1889年（明治22年）大日本帝国憲法発布に伴う大赦によって西郷の「逆徒」の汚名が解かれたのをきっかけに、吉井友実ら薩摩藩出身者が中心となって建設計画が始まった。
宮内省より500円を下賜され、さらに全国2万5千人余の有志の寄付金で建立された。除幕式は、西郷の死後21年を経た、1898年（明治31年）12月18日に行われた。
以後、この像は「上野の西郷さん」と呼ばれて100年以上も国民に親しまれ、像の意味を少しずつ変えつつ、東京タワーや西新宿の高層ビル街と並ぶ、東京の象徴的光景となっている。

### 製作
身長：370.1センチメートル、胸囲：256.7センチメートル、足：55.1センチメートル。正面から写した写真では頭部が大きく見えるが、これは像の足元から見上げた場合、遠近法で適正に見えるよう計算されているためで、実際の西郷の体つきがこうであった訳ではない。
銅像には西郷の真実の姿が望まれたが、西郷その人を撮影したとされる信頼性のある写真が一枚も残っていなかった。
岡崎によると、キヨッソーネのコンテ画を元に西郷の知己・親戚に一々聞き、石膏像や木彫も幾度も修正して制作を進めたという。銅像の建設委員長をしていた樺山資紀を助けて奔走していた子息の樺山愛輔は、銅像の顔は極めてよくできているが、光雲は西郷の特徴ある唇（何とも言えない魅力と情愛に弱いところが同居している唇）を最後まで表現しきれないことに苦しんだと書いている。実際、生前の西郷に接した東郷平八郎元帥も「上野の銅像なども、制作には大分苦心された様だが、やはり緊張した顔付だし、少しふとり過ぎて居るように思ふ。」と評し、絵画等では西郷の愛嬌や温和が再現しきれないと述べている。
上野の西郷像は、西郷の妻・糸子の評言（詳細は次節参照）にある散歩している姿ではなく、愛犬をつれ、腰に藁の兎罠をはさんで兎狩りに出かける姿である。この姿は大山巌がガリバルディのシャツだけの銅像から思いつき、西郷の真面目は一切の名利を捨てて山に入って兎狩りをした飾りの無い本来の姿にこそあるとして発案した。
連れているのはお気に入りの薩摩犬であった雌犬の「ツン」であるが、銅像作成時は死んでいたため、海軍中将・仁礼景範の雄犬をモデルにして雄犬として作成された。犬が人体と比べてあまりに小さすぎると批判されたことがあるが、兎狩りに用いる薩摩犬は実際小さく、そのままの比率で作るとバランスが悪いと考えた高村の意向により像の犬は実物より大きめに作られたと考えられている。

### 受容
『太陽』明治32年2月号の「西郷南州の像を評す」という記事で高山樗牛は反逆者であった西郷と「帝国第一の公園」である上野公園は歴史的関係もなく設置場所として不適であると批判する一方で、陸軍大将としての制服ではない服装を歓迎した。
公開の際に招かれた西郷夫人糸子は「宿んしはこげんなお人じゃなかったこてえ（うちの主人はこんなお人じゃなかったですよ）」と腰を抜かし、また「浴衣姿で散歩なんてしなかった」といった意の言葉（薩摩弁）を漏らし、周囲の人に窘められたという。
この糸子の言をも、樺山愛輔は「大体の風貌はあの通りとしても、個性的な魅力のある唇のもつニュアンスとでもいうか、そうした二つとない魅力的なものを現はすことは不可能であったわけだ、眼とか顔とか肩のもつ線とかは何とか表現することは出来たらうが、…」と解釈している。
上野公園の銅像に対する糸子の発言については、「銅像の顔が本人に似ていないことを意味する」と解釈する説もあるが、昭和50年代に鹿児島県下で小学生に無料配布されていた西郷隆盛の伝記読本『西郷隆盛』では、亡夫は多くの人間の前に正装ではなく、普段着で出るような礼儀をわきまえない人間ではないのにという文脈で解説している。
除幕から2年後の明治33年の『尋常国語読本』（金港堂書店）にこの像の話が掲載された：
美術史家の吉田千鶴子の調べによると、当初「馬上」で「陸軍大将軍服」姿の図様が募集されたが、騎馬像とするには資金が足りず、次に「大将服着用の立像」となり雛形まで出来あがったものの、今度は「さる筋から大将服姿に猛烈な反対が起」こり、最終的に現在の姿になったという。そこには、西郷の高い人気故に反政府的機運を醸成しかねない動向を逸らし、西郷から武人としての牙を抜き、犬を連れて歩く人畜無害な人物というイメージを民衆に定着させようとする、政治的意図が働いていたと見られる。
一方、荻原碌山は西郷隆盛像への嘲笑や批判に対し、ロダンが制作した寝巻き姿のバルザック像を引いて、彫刻は製作者が研究の末にモデルの性格を表すのに最も適当と信じる服装をさせるものであり、それを云々するのは「銅像の本義を解せざるもの」と援護している。
造像後、西郷隆盛像を目がけて紙玉を投げつけるという奇妙な風習がはやり、昭和に入っても鼻に当たると出世すると言われた。見かねた鹿児島県人会らは、清掃を買って出たという。また、関東大震災の時には、尋ね人の貼り紙を貼る掲示板に代わりにされた。その後も、銅の価値から犬の像の方を盗もうとする輩が度々表れたが、この企ては成功しなかった。

## 鹿児島市の西郷銅像

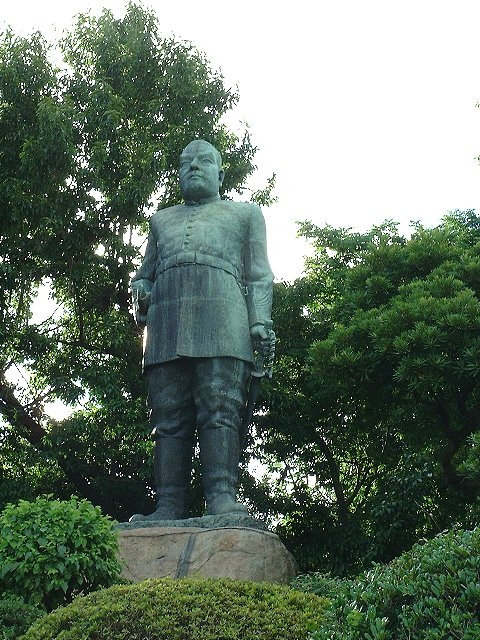
安藤照作の西郷隆盛像（鹿児島市立美術館そば・）

上野公園の西郷像に対して、鹿児島市城山町の鹿児島市立美術館近くに立つ郷土の彫刻家・安藤照が1937年（昭和12年）に作成した西郷の銅像は軍装（陸軍大将）である。明治より時代が下って鹿児島市に建てられた銅像が、陸軍大将の正装で直立不動の姿勢であるのは、西郷の名誉回復という観点からすれば、未亡人が本来期待した姿に近いと考えられる。

### 製作とモデル
西郷と同じく鹿児島県出身で作家の海音寺潮五郎は、絶筆となった著書『西郷隆盛』にて次のように述べている。
当の安藤は｢大西郷と銅像｣（『改造』第19巻9号、1937年）にて、次のように記述している。
2008年（平成20年）12月30日の南日本新聞記事によると、西郷のモデルは、元・山形県議の男性であることが判明。安藤のアトリエで撮影された、銅像のひな型や肖像画などが写り込んだモノクロ写真が、男性の遺族宅で発見されたという。遺族は「（祖父の）目は隆治さんに似ていると思う」とも述べている。

## 霧島市溝辺町(西郷公園)の銅像

古賀忠雄作の現代を見つめる西郷隆盛像（鹿児島県霧島市溝辺町の西郷公園、鹿児島空港そば・）

鹿児島県霧島市溝辺町麓の鹿児島空港近くにある西郷公園の西郷像、正式名称「現代を見つめる西郷隆盛像」は当初、1977年（昭和52年）の西郷没後100年顕彰事業として関西在住の鹿児島県出身者らが京都市の京都霊山護国神社に建立する計画を立て、彫刻家・古賀忠雄に発注して作られたものである。実在の人物像としては日本最大となる10.5メートルに及ぶこの立像は1976年（昭和51年）に完成したものの、発注者の死去により計画が宙に浮いたため、富山県高岡市の倉庫に10年以上も保管されたままの状態となった。
1988年（昭和63年）、報道により像の存在を知った溝辺町の有志が古賀忠雄の遺児で彫刻家の古賀晟らと協力し、像を現在の場所に誘致すると共に一帯を公園として整備した。

## その他の建立計画
- 1888年（明治21年）、薩摩藩と親交のあった嵯峨実愛の近親者にあたる植田楽斎が発起人となり、京都清水寺の近くに西郷像を建てる計画が存在した[16]。この銅像のデザインは建築家の河合浩蔵が設計したものでイメージ図では軍服で騎乗姿の西郷像となっていた[16]。この計画には樺山資紀や九鬼隆一の呼び掛けで西郷従道も賛同していたが発起人の植田楽斎が亡くなり実現しなかった[16]。